# CMYK

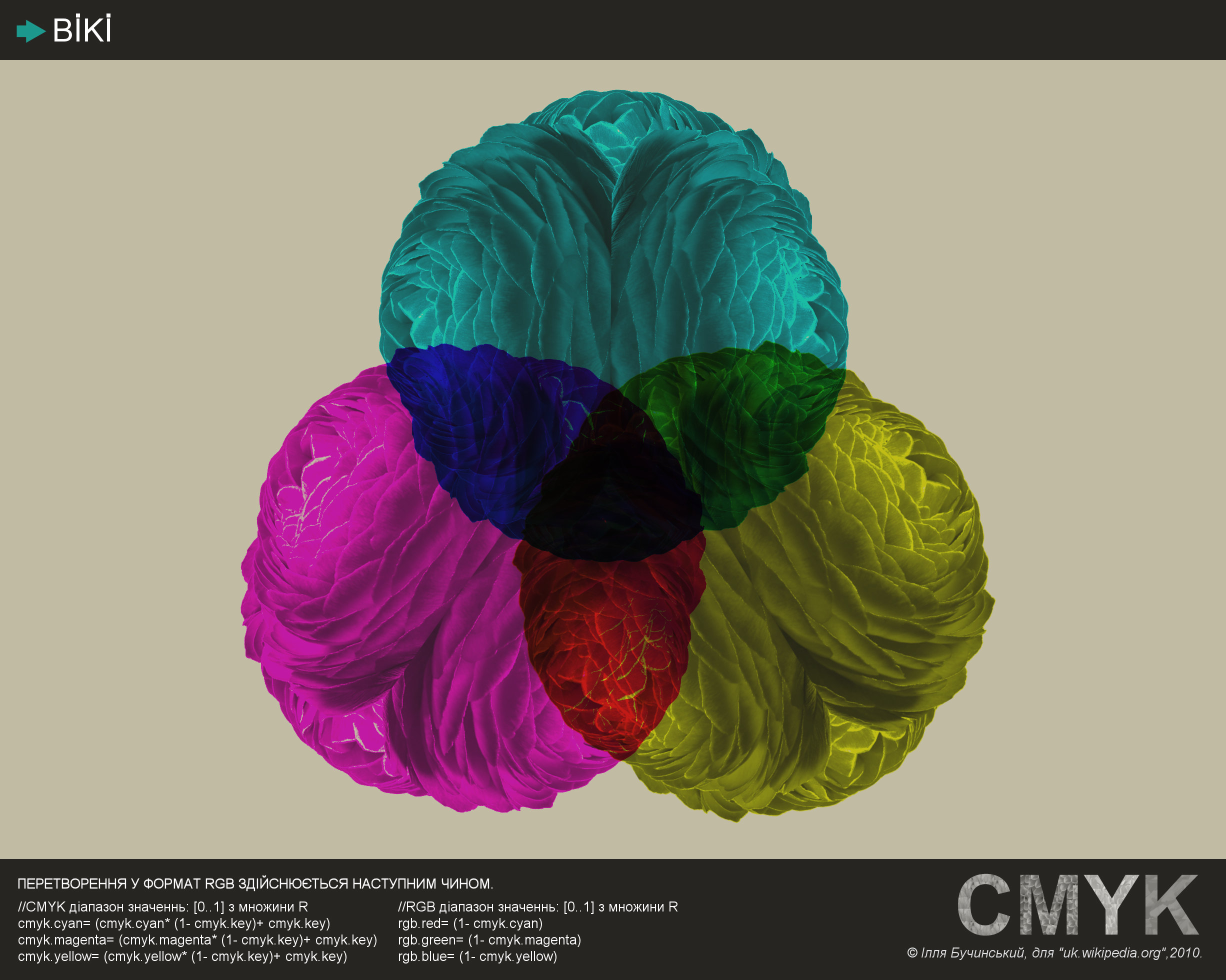
CMYK схема схрещування та перетворення в RGB формат

CMYK (скорочено від англ. Cyan, Magenta, Yellow, Key color) — субтрактивна колірна модель, використовується у поліграфії, перш за все при багатофарбовому (повноколірному) друці. Вона застосовується у друкарських машинах і кольорових принтерах.
Українською перші три кольори називають так: блакитний, пурпуровий, жовтий; але професіонали мають на увазі ціан, маджента та жовтий (про значення K див. далі). Ці кольори візуально не ідентичні із загальноприйнятими назвами кольорів. Так, маджента — це лише один з пурпурових відтінків; жовтий і блакитний — абсолютно певні відтінки, а не цілі діапазони, як у веселці.

## Значення K в абревіатурі CMYK
У CMYK використовуються чотири кольори, назви перших трьох були пояснені вище, а як четвертий зазвичай використовується чорний.
Одна з версій стверджує, що K — скорочення від англ. blacK. За цією версією, при виведенні поліграфічних форм на них однією буквою вказувається колір, якому вони відповідають. Чорний (англ. blacK) стали позначати K (за останньою літерою), щоб уникнути плутанини з B (англ. blue) з моделі RGB, та B з моделі Lab. Більшість поліграфістів світу підтримують саме цю версію представлення літери K.
За іншим варіантом, який вважається більш професійним, K є скороченням від слова англ. Key — Ключовий: у англомовних країнах терміном key plate позначається офсетна друкарська форма для чорної фарби, яка є найбільш контрастною. Цього варіанту дотримується автор відомої поліграфічної енциклопедії Г.Кіппхан.
Відомий в Україні варіант про походження К з нім. Kontur не витримує критики, не підтверджується в професійних німецьких і англійських виданнях.

## Вимова CMYK українською
Абревіатуру CMYK вимовляють, як «цмик». Також уживається термін «тріадні фарби». Слід відмітити, що це поєднання слів може позначати як всі чотири кольори, так і виключно CMY.

## Сутність субтрактивної моделі
Оскільки модель CMYK застосовують в основному в поліграфії при кольоровому друці, а папір і інші друкарські матеріали є поверхнями, що відбивають світло, зручніше рахувати яку кількість світла (і кольори) відбилося від тієї або іншої поверхні, ніж скільки поглинається. Таким чином, якщо відняти з білого три первинні кольори, RGB, ми отримаємо трійку доповняльних кольорів CMY. «Субтрактивний» означає той, що «віднімається» — ми віднімаємо первинні кольори з білого. Модель CMYK забезпечує менше колірне охоплення, ніж адитивна модель RGB.

## Чотири кольори CMYK
Згідно з теорією кольору, практично будь-який відтінок можна отримати за допомогою лише трьох кольорів — наприклад Cyan, Magenta і Yellow.
Зокрема чорний колір — змішуванням згаданих кольорів в рівній пропорції і з максимальною інтенсивністю.
На практиці через недосконалості пігментації фарб стовідсоткове змішування цих трьох кольорів дає скоріше брудно-коричневий або брудно-сірий колір; тріадні фарби не дають тієї глибини і насиченості, яка досягається використанням чорної фарби. Оскільки чистота і насиченість чорного кольору є надзвичайно важливою в друкарському процесі, його було введено в цю колірну модель.
Так було зроблено ще і на користь зручності і простоти друку одноколірних об'єктів — наприклад, чорного тексту. Крім очевидної безглуздості і марнотратства друку кольору, що часто зустрічається, трьома (дорогими) фарбами замість однієї (дешевої сажі), виникають ще і чисто технологічні проблеми — неприведення (незбіг накладених кольорів, що на малих кеглях дає абсолютно нечитабельний результат), і багато інших.

## Здійснення друку за допомогою моделі CMYK
Повноколірне зображення розділюється на чотири колірні канали C, M, Y і K, кожен з яких раструється, тобто представляється у вигляді сукупності точок. На відстані точки різних колірних каналів, що розташовані близько одна до одної, для людського ока зливаються. Так створюється відчуття, що кольори накладаються один на одний, утворюють певний відтінок.

## Колірна шкала CMYK
Кожен колір в CMYK описується сукупністю чотирьох чисел, які називають колірними координатами. Кожне з цих чисел є відсотком фарби даного кольору у складовій колірної комбінації.
Приклад: для отримання темно-помаранчевого кольору слід змішати 30% фарби cyan, 45% фарби magenta, 80% фарби yellow і 5% кольори black. Цей колір можна записати таким чином: (30,45,80,5). Іноді користуються іншим позначенням: C30M45Y80K5.